# NGC 116
NGC 116은 고래자리 방향에 있는 타원 은하이다.

## 같이 보기
- 신판일반목록 천체 목록